# 室女座64
室女座64，又名BD+05 2737，HD 116235、SAO 119905、HR 5040，是室女座的一颗恒星，视星等为5.87，位于銀經322.72，銀緯66.84，其B1900.0坐标为赤經13h 17m 7.1s，赤緯+5° 66.84′ 45″。